# La magnitud de la tragèdia
La magnitud de la tragèdia és una novel·la de l'escriptor Quim Monzó. S'inicia quan, a conseqüència d'haver begut massa, el protagonista (Ramon-Maria, un trompetista d'un teatre de varietats) se'n va al llit amb la vedet i no pot aconseguir una erecció. No la pot aconseguir en principi, perquè després l'aconsegueix i esdevé perpètua. Però aquesta perpetuïtat té un preu: una mort a curt termini. La novel·la juga enginyosament amb el clixé del personatge a qui li anuncien que li queda poc temps de vida, i té, en un segon pla paral·lel, un segon protagonista: la fillastra, una adolescent libidinosa i alhora reprimida. La novel·la es va publicar l'any 1989 a l'editorial Quaderns Crema.

## Premis
- Premi de Novel·la El Temps (1989).[2]

## Traduccions
La magnitud de la tragèdia ha estat traduïda a l'espanyol (La magnitud de la tragedia, Editorial Anagrama, Barcelona), a l'alemany (Das ganze Ausmass der Tragödie, Frankfurter Verlagsanstalt, Frankfurt), a l'anglès (The enormity of the tragedy, Peter Owen Publishers, Londres), al finès (Koskettava murhenäytelmä, Like, Helsinki), al francès (L'ampleur de la tragédie, Éditions Jacqueline Chambon, Nimes), al gallec (A magnitude da traxedia, Edicións Positivas, Santiago de Compostel·la), a l'hebreu (גודל האסוך, Keter Publishers, Jerusalem), a l'italià (La magnitudo della tragedia, Marcos & Marcos, Milà), al neerlandès (De omvang van de ramp, Meulenhoff bv, Amsterdam), al suec (Den magnifika tragedin, Alfabeta Bokförlag Ab, Estocolm) i al txec (Průšvih na druhou, Nakladatelství Faun, Praga).